# Almoradí
Almoradí – gmina w Hiszpanii, w prowincji Alicante, we wspólnocie autonomicznej Walencja, o powierzchni 42,72 km². W 2011 roku liczyła 19 601 mieszkańców.
Ze względu na swoje centralne położenie geograficzne w regionie Almoradí nazywane jest „sercem Vega Baja”.